# Léopards de Transfoot
O Léopards de Transfoot é um clube de futebol com sede em Toamasina, Madagascar. A equipe compete no Campeonato Malgaxe de Futebol.

## História
O clube foi fundado em 2000.